# Stictochironomus maculipennis
Stictochironomus maculipennis är en tvåvingeart som först beskrevs av Johann Wilhelm Meigen 1818.  Stictochironomus maculipennis ingår i släktet Stictochironomus och familjen fjädermyggor. Arten är reproducerande i Sverige. Inga underarter finns listade i Catalogue of Life.